# 井林章
井林 章（いばやし あきら、1990年9月5日 - ）は、広島県東広島市出身のプロサッカー選手。カマタマーレ讃岐所属。ポジションはディフェンダー（DF）。

## 来歴
サンフレッチェ広島の提携スクールであるサンフレッチェびんご出身。当時の同期に岡本知剛がいる。
2006年、地元強豪校広島県立広島皆実高等学校へ進学する。1年先輩に増田卓也がいる。高校3年時にCBとしてレギュラーを掴み、第87回全国高等学校サッカー選手権大会優勝、決勝ではCBとして松岡と共に大迫勇也のマークを担当、大会優秀選手の一人としても選ばれている。
2009年、関西学院大学へ進学する。2012年に東京ヴェルディに特別指定選手として登録された。同年度関西学生選抜に選ばれている。
2013年から正式に東京Vに入団。2015年度は主将に任命された。
2019年、サンフレッチェ広島へ完全移籍。
2021年6月、清水エスパルスへの完全移籍が発表された。
2023年12月6日、契約満了による退団が発表された。
2024年、鹿児島ユナイテッドFCに加入した。
2024年12月18日、カマタマーレ讃岐への完全移籍が発表された。

## 人物
インタビューで釣りとアニメが好きであると回答している 他、大学の先輩である梶川諒太により昆虫好きでもあると明かされている。『エルゴラッソ』の取材にて『フォトカノ』について意見するコメントが掲載され、それに対して同作品の公式アカウントが反応のツイートを行った 他、実際に『フォトカノ』のキャラクターを模したゲートフラッグが作成されている。後、漫画家の高田桂は自身のブログにて、井林の発言に自らもツイッターで反応した事や、ゲートフラッグを作成したのが高田本人である事を明かしている。
2014年6月には、東京Vと壽屋がJリーグ史上初となる「フィギュアパートナー」契約を結び、井林が公式戦で得点を挙げるごとに希望のフィギュア1体が贈られることになった。井林が同年7月の天皇杯2回戦・対ギラヴァンツ北九州戦で得点を挙げたことから、8月に贈呈式が行われ、本人の希望した逢坂大河（とらドラ!）のフィギュアが贈られた。2015年も契約は継続されており、同年3月21日のJ2・対水戸ホーリーホック戦での得点に対し、ホロ（狼と香辛料）のフィギュアが贈られている。

## 所属クラブ
- 1999年 - 2002年 コスモ東広島FC (東広島市立寺西小学校)
- 2003年 - 2005年 サンフレッチェびんごJr.Y (東広島市立西条中学校)
- 2006年 - 2008年 広島皆実高等学校
- 2009年 - 2012年 関西学院大学
- 2013年 - 2018年  東京ヴェルディ
- 2019年 - 2021年6月  サンフレッチェ広島
- 2021年6月 - 2023年  清水エスパルス
- 2024年  鹿児島ユナイテッドFC
- 2025年 -  カマタマーレ讃岐

## 個人成績
| 国内大会個人成績 | 国内大会個人成績 | 国内大会個人成績 | 国内大会個人成績 | 国内大会個人成績             | 国内大会個人成績 | 国内大会個人成績 | 国内大会個人成績            | 国内大会個人成績 | 国内大会個人成績 | 国内大会個人成績 | 国内大会個人成績 |
| 年度             | クラブ           | 背番号           | リーグ           | リーグ戦                     | リーグ戦         | リーグ杯         | リーグ杯                    | オープン杯       | オープン杯       | 期間通算         | 期間通算         |
| 年度             | クラブ           | 背番号           | リーグ           | 出場                         | 得点             | 出場             | 得点                        | 出場             | 得点             | 出場             | 得点             |
| 日本             | 日本             | 日本             | 日本             | リーグ戦                     | リーグ戦         | リーグ杯         | リーグ杯                    | 天皇杯           | 天皇杯           | 期間通算         | 期間通算         |
| ---------------- | ---------------- | ---------------- | ---------------- | ---------------------------- | ---------------- | ---------------- | --------------------------- | ---------------- | ---------------- | ---------------- | ---------------- |
| 2012             | 関学大           | 3                | -                | -                            | -                | -                | -                           | 1                | 0                | 1                | 0                |
| 2013             | 東京V            | 26               | J2               | 28                           | 1                | -                | -                           | 2                | 0                | 30               | 1                |
| 2014             | 東京V            | 15               | J2               | 37                           | 0                | -                | -                           | 1                | 1                | 38               | 1                |
| 2015             | 東京V            | 3                | J2               | 41                           | 2                | -                | -                           | 2                | 0                | 43               | 2                |
| 2016             | 東京V            | 3                | J2               | 38                           | 4                | -                | -                           | 3                | 0                | 41               | 4                |
| 2017             | 東京V            | 3                | J2               | 41                           | 3                | -                | -                           | 0                | 0                | 41               | 3                |
| 2018             | 東京V            | 3                | J2               | 42                           | 1                | -                | -                           | 0                | 0                | 42               | 1                |
| 2019             | 広島             | 13               | J1               | 4                            | 0                | 2                | 0                           | 2                | 0                | 8                | 0                |
| 2020             | 広島             | 3                | J1               | 12                           | 0                | 1                | 0                           | -                | -                | 13               | 0                |
| 2021             | 広島             | 3                | J1               | 3                            | 0                | 5                | 0                           | 1                | 0                | 9                | 0                |
| 2021             | 清水             | 38               | J1               | 16                           | 0                | -                | -                           | -                | -                | 16               | 0                |
| 2022             | 清水             | 38               | J1               | 4                            | 0                | 3                | 0                           | 1                | 0                | 8                | 0                |
| 2023             | 清水             | 38               | J2               | 18                           | 3                | 5                | 0                           | 0                | 0                | 23               | 3                |
| 2024             | 鹿児島           | 5                | J2               | 25                           | 2                | 1                | 0                           | 1                | 0                | 27               | 2                |
| 2025             | 讃岐             | 3                | J3               |                              |                  |                  |                             |                  |                  |                  |                  |
| 通算             | 日本             | 日本             | J1               | 39                           | 0                | 11               | 0                           | 4                | 0                | 54               | 0                |
| 通算             | 日本             | 日本             | J2               | 245                          | 14               | 5                | 0                           | 8                | 1                | 258              | 15               |
| 通算             | 日本             | 日本             | J3               | \|\|\|\|\|\|\|\|\|\|\|\|\|\| |                  |                  |                             |                  |                  |                  |                  |
| 通算             | 日本             | 日本             | 他               | -                            | -                | -                | -                           | 1                | 0                | 1                | 0                |
| 総通算           | 総通算           | 総通算           | 総通算           | 284                          | 14               | 16               | 0\|\|\|13\|\|1\|\|313\|\|15 |                  |                  |                  |                  |

その他公式戦
- 2017年
  - J1昇格プレーオフ 1試合0得点
- 2018年
  - J1参入プレーオフ 3試合0得点

| 国際大会個人成績 | 国際大会個人成績 | 国際大会個人成績 | 国際大会個人成績 | 国際大会個人成績 |
| 年度             | クラブ           | 背番号           | 出場             | 得点             |
| AFC              | AFC              | AFC              | ACL              | ACL              |
| ---------------- | ---------------- | ---------------- | ---------------- | ---------------- |
| 2019             | 広島             | 13               | 3                | 0                |
| 通算             | AFC              | AFC              | 3                | 0                |

- Jリーグ初出場 - 2013年5月6日 J2 第13節 対ザスパクサツ群馬戦 (正田醤油スタジアム群馬)
- Jリーグ初得点 - 2013年7月20日 J2 第25節 対横浜FC戦 (ニッパツ三ツ沢球技場)

## 選抜歴
- 2009年 日本高校選抜
- 2010年 関西大学選抜
- 2011年 関西大学選抜
- 2012年 関西大学選抜